# Stephen Littleton
Stephen Littleton (eller Lyttelton), född cirka 1575, död 1606, var en engelsman som avrättades för sin inblandning i krutkonspirationen. 
Han föddes som den äldste sonen till George Littleton och Margaret Smith, dotter och arvtagare till Richard Smith av Shirford, Warwickshire. George var äldre bror till Humphrey Littleton som alltså var farbror till Stephen Littleton och de två var inte kusiner, vilket det felaktigt nämns i vissa källor. Stephen Littleton var också besläktad med John Littleton, som 1601 var med i Robert Devereux, 2:e earl av Essexs uppror mot Elisabet I av England. Littleton bodde främst i Holbeche House, det hus konspiratörerna tog sig till efter krutkonspirationen hade misslyckats, och han ansågs ha en framträdande roll i det katolska samhället i Midlands. Littleton har beskrivits som väldigt lång, med brunt hår och med ingen, eller väldigt lite, skäggväxt.
Littleton kände inte till mycket om krutkonspirationen i förväg utan han trodde istället att Robert Catesby (ledaren för konspirationen) värvade personer till en armé för att strida i Flandern; Catesby ska även ha erbjudit Littleton en tjänst i denna armé. Efter att konspirationen hade misslyckats den 5 november 1605 flydde Littleton tillsammans med flera av konspiratörerna till Holbeche House. Väl där blev Robert Wintour tillfrågad om inte han kunde undersöka om hans svärfar John Talbot kunde bistå konspiratörerna med hjälp, men Wintour vägrade. Istället fick Thomas Wintour och Littleton gå och undersöka detta. John Talbot visade sig dock vara lojal mot Jakob I av England och han skickade iväg Wintour och Littleton. När de båda var på väg tillbaka till Holbeche House fick de reda på att de några av konspiratörerna hade avlidit medan resten av dem hade flytt fältet. När de fick detta meddelande valde Littleton att fly på egen hand och han uppmanade Wintour att göra detsamma. Wintour lyssnade inte på honom utan fortsatte mot Holbeche House, där han såg att konspiratörerna var vid liv, men att några av dem var skadade.
Robert Wintour var en av de konspiratörer som flydde från Holbeche House natten mellan den 7 till 8 november och han mötte upp med Littleton kort därefter. Den 9 januari 1606 arresterades de båda. De hade då tillbringat två månader på flyende fot där de gömde sig i lador och hus och vid ett tillfälle var de tvungna att spärra in en berusad tjuvjägare som hade upptäckt deras gömställe. De avslöjades till slut i Humphrey Littletons hem i Hagley sedan en kock vid namn John Finwood hade informerat myndigheterna om deras tillhåll. Humphrey, som hade lyckats fly från sitt hem i Hagley, arresterades senare i Prestwood, Staffordshire. Stephen Littleton dömdes till döden för sina handlingar och avrättades någon gång under 1606 i Stafford, Staffordshire.